# Morrhår och ärtor
Morrhår och ärtor är en svensk komedifilm från 1986 i regi av Gösta Ekman. I huvudrollerna ses Gösta Ekman, Lena Nyman och Margaretha Krook.

## Handling
Småskojaren Håna (Gösta Ekman) är en 40-årig diversearbetare i Stockholm som hankar sig fram på olika småjobb. Smeknamnet Håna kommer av alla 'h' i hans namn: Claes-Henrik Ahlhagen. Han kör svarttaxi på nätterna och har en firma, ÖL-trix (Överlevnads-trix), med sin vagabondiske vän Crille. Han har en mycket dominant, manipulativ och högfärdig mor med extremt kort stubin som är änka efter en konsult, men "bara för att fru Leppänen hörde fel på namnet" titulerar hon sig felaktigt konsulinna. Crille har via kontakter bokat en porrfilmsinspelning som ska ske i moderns lägenhet. Håna måste lura iväg sin mor inför detta och bokar henne en resa till hennes syster Olga i Åre. Av misstag sätter han dock henne på ett tåg till Göteborg. I panik hivar han ut sin mor strax innan tåget lämnar station men blir själv kvar. I kupén träffar han Boel (Lena Nyman), en ensamstående mor med två barn. Tillbaka i Stockholm börjar de umgås, men mamman godkänner dock inte Boel, vilket får honom att börja ta itu med moderns härskarteknik. Titeln "Morrhår och ärtor" kommer löst av en scen i filmen där mordmetoden att peta in morrhår i ärtor diskuteras.

## Om filmen
Morrhår och ärtor hade premiär den 7 februari 1986 i 28 städer, bland dem Köpenhamn, Oslo, Helsingfors, Reykjavik, Stockholm, Malmö och Göteborg. 
Filmen har visats vid ett flertal tillfällen på TV4, TV4 Film och i SVT, bland annat 1994, 2001, 2011 och i mars 2021, i januari 2022, i maj 2023 samt i april 2025.

## Kritik
Lasse Bergström berömde i Expressen främst Gösta Ekman i egenskap av skådespelare i dubbla roller, manusförfattare och regissör. Hans-Erik Hjertén i Dagens Nyheter betraktade dock filmen som en räcka sketcher, vissa på pilsnernivå (Hjertén liknar en av scenerna vid Pensionat Paradiset).

## Rollista (urval)
| Gösta Ekman          | – Claes-Henrik "Håna" Ahlhagen      |
| Margaretha Krook     | – konsulinnan Ahlhagen, Hånas mamma |
| Lena Nyman           | – Boel Bengtsson                    |
| Kent Andersson       | – Crille, Hånas kompis              |
| Sten Ljunggren       | – affärsföreståndaren               |
| Claes Jansson        | – Tompa, Boels son                  |
| Sanna Ekman          | – Lina, Boels dotter                |
| Robert Sjöblom       | – Sergio                            |
| Margareta Pettersson | – Ullabritt                         |
| Iwa Boman            | – butiksassistent                   |
| Wallis Grahn         | – kvinnan på tåget                  |
| Börje Nyberg         | – konduktören                       |
| Carl-Axel Elfving    | – Hånas kompis 2                    |
| Jan Waldekranz       | – butiksarbetare                    |
| Sten Johan Hedman    | – butiksarbetare 2                  |
| Göthe Grefbo         | – mannen med hunden                 |
| Björn Andrésen       | – pianist                           |

## DVD
Filmen gavs ut på DVD 2005 och därefter 2018 i boxen Gösta Ekman x 3 tillsammans med Från och med herr Gunnar Papphammar (1981) och Gräsänklingar (1982).